# Amt Hohner Harde
Das Amt Hohner Harde ist ein Amt im Kreis Rendsburg-Eckernförde in Schleswig-Holstein und umfasst zwölf Gemeinden.

## Gliederung
1. Bargstall
2. Breiholz
3. Christiansholm
4. Elsdorf-Westermühlen
5. Friedrichsgraben
6. Friedrichsholm
7. Hamdorf
8. Hohn
9. Königshügel
10. Lohe-Föhrden
11. Prinzenmoor
12. Sophienhamm

## Geschichte
Die historische Hohner Harde war im Spätmittelalter (ca. 1250 bis 1500) ein Teil des Amtes Gottorf. Beim Zusammenschluss der früher amtsfreien Gemeinde Breiholz mit den Ämtern Hamdorf und Hohn im Jahr 1970 erhielt das neugebildete Amt den Namen Amt Hohn. 1999 erfolgte die Umbenennung in Amt Hohner Harde, obwohl das im Landesteil Holstein liegende Breiholz nicht zur historischen Hohner Harde gehörte.
Seit dem 1. Januar 2008 bildet das Amt Hohner Harde mit der Gemeinde Fockbek eine Verwaltungsgemeinschaft. Fockbek führt seitdem neben den Verwaltungsgeschäften für das Amt Fockbek auch die Verwaltungsgeschäfte für das Amt Hohner Harde durch.
Der Begriff Harde stammt aus der dänischen Regierungszeit vor 1864 und bezeichnet einen unteren Verwaltungsbezirk.

## Wappen
Blasonierung: „In Gold ein erhöhter grüner Dreiberg, belegt mit einer auf einem Sockel stehenden, sich nach oben verjüngenden vierkantigen goldenen Säule, auf der oben ein goldener Hahn steht, beiderseits begleitet von jeweils sechs goldenen Eichenblättern in der Stellung 2 : 2 : 2.“